# Balerina (film)
Balerina (tyt. oryg. Ballerina) – kanadyjsko-francuski animowany film przygodowy wydany w 2016 roku, wyreżyserowany przez Érica Summera oraz Érica Warina.
W oryginalnej wersji głosów postaciom udzielili m.in. Elle Fanning, Dane DeHaan, Maddie Ziegler, a także piosenkarka Carly Rae Jepsen, której utwór „Cut to the Feeling” pojawia się w finałowej scenie filmu. Balerina zawiera także m.in. utwór „Confident” Demi Lovato oraz instrumentalne kompozycje Klausa Badelta.
Produkcja miała swoją premierę w październiku 2016 na festiwalu filmowym Mon Premier w Paryżu, a w grudniu 2016 trafiła do francuskich i brytyjskich kin. W lutym 2017 film ukazał się w Quebecu, a miesiąc później w pozostałych częściach Kanady. W Stanach Zjednoczonych został wydany pod tytułem Leap! w sierpniu 2017.
Oryginalna wersja filmu spotkała się z pozytywnymi recenzjami. Wersja amerykańska otrzymała jednak w większości negatywne i mieszane opinie. Do grudnia 2017 film przyniósł zysk w ponad 21 milionach dolarów w samych tylko Stanach Zjednoczonych.

## Fabuła
Akcja filmu rozgrywa się w latach 80. XIX wieku we Francji. Nastoletnia osierocona Félicie marzy o karierze baleriny, jednak brakuje jej profesjonalnego szkolenia. Razem z najlepszym przyjacielem, Victorem, który chce zostać wynalazcą, ucieka z sierocińca w Bretanii do Paryża. Tam para traci z sobą kontakt, a Victor znajduje pracę w warsztacie Gustave'a Eiffela. Félicie wędruje do Opery Garnier, gdzie przygarnia ją sprzątaczka Odette, była primabalerina, która pracuje zarówno dla Opery jak i okrutnej Régine Le Haut, bogatej właścicielki restauracji. Pomagając Odette w sprzątaniu budynku, Félicie zauważa Camille, córkę Reginy, ćwiczącą balet. Opryskliwa Camille obraża Félicie i wyrzuca jej pozytywkę przez okno, niszcząc ją. Félicie zanosi ją do naprawy Victorowi.
Wkrótce dziewczyna wpada na listonosza, który ma doręczyć Camille list oznajmiający przyjęcie do szkoły baletowej prestiżowej Opery Francuskiej. W gniewie Félicie postanawia podać się za Camille i zachować list dla siebie. Przejąwszy tożsamość Camille, dziewczyna rozpoczyna trening w profesjonalnej szkole. Tam dowiaduje się, że najlepsza z uczennic zagra rolę Klary w balecie Dziadek do orzechów. Choć Félicie początkowo brakuje podstawowych umiejętności, to stopniowo nabiera ona wprawy dzięki wskazówkom Odette, która udziela jej treningów.
Pewnego dnia jednak jej prawdziwa tożsamość wychodzi na jaw. Camille dołącza do grupy, jednak Mérante, który ma słabość do Odette, pozwala Félicie zostać w szkole i brać udział w dalszych eliminacjach. Camille i Félicie docierają do finałowej dwójki. Na dzień przed wyborem zwyciężczyni, Félicie zaniedbuje trening by w zamian pójść na randkę z Rudim, przystojnym chłopcem ze szkoły baletowej. Widząc ich razem, Victor wpada w zazdrość i kłóci się z Félicie. Następnego dnia dziewczyna jest zmęczona i wypada źle na końcowym przesłuchaniu, wobec czego główna rola trafia do Camille.
Félicie wraca do sierocińca, jednak ostatecznie postanawia powrócić do Paryża by przeprosić Victora. Przypadkiem napotyka ona Camille i obie wdają się w taneczny pojedynek, co obserwują wszyscy studenci, a także Odette i Mérante. Félicie wykonuje trudny 'grand jeté' nad schodami, czego nie potrafi zrobić Camille. Mérante pyta obie dziewczyny czym jest dla nich taniec. Camille odpowiada, że tańczy, bo tak każe jej matka, natomiast Félicie wyjaśnia, że taniec to jej pasja. Camille decyduje się oddać rolę Klary konkurentce.
Félicie idzie do warsztatu, gdzie konstruowana jest Statua Wolności, by zaprosić Victora na występ. Tam pojawia się wściekła Régine z zamiarem zabicia Félicie. Goni ona dziewczynę aż na samą koronę Statuy i prowokuje do upadku w dół, jednak zostaje ona uratowana przez Victora. Oboje zjawiają się w operze w sam czas na występ. Félicie zakłada pointy od Odette i wykonuje swoją rolę u boku primabaleriny.

## Obsada
| Wersja angielska - Elle Fanning jako Félicie - Dane DeHaan jako Victor - Nat Wolff jako Victor (w wersji amerykańskiej) - Carly Rae Jepsen jako Odette - Maddie Ziegler jako Camille - Julie Khaner jako Régine - Kate McKinnon jako Régine (w wersji amerykańskiej) - Terrence Scammell jako Louis Mérante - Tamir Kapelian jako Rudolph - Bronwen Mantel jako matka przełożona - Mel Brooks jako zarządca sierocińca | Wersja polska - Julia Kamińska jako Felicja - Antoni Królikowski jako Wiktor - Anna Guzik jako Odetta - Olga Kalicka jako Kamila - Anna Sroka-Hryń jako Regina - Radosław Pazura jako Louis Mérante - Tomasz Ziętek jako Rudi - Elżbieta Gaertner jako matka przełożona - Jan Kulczycki jako zarządca sierocińca |